# Sabrina Sato
Sabrina Sato Rahal (Penápolis, São Paulo, 4 de febrero de 1981) es una comediante y actriz brasileña. Fue una de las concursantes del programa Big Brother Brasil 3 (2003) y presentadora del programa de comedia Pânico na TV de 2004 a 2013. Desde 2014 tiene su propio programa en Record TV, llamado Programa da Sabrina.

## Carrera
En septiembre de 2003, un programa de radio muy popular en Brasil, Pânico, adquirió su propio programa de televisión, llamado Pânico na TV, que se estrenó en Rede TV. Sabrina se convirtió en la reportera principal del programa, normalmente haciendo trucos arriesgados o inusuales, como tener su cuerpo cubierto de abejas, ser enterrada viva o permitir que un escorpión le pique en su espalda desnuda. En 2006 anunció que dejaría el elenco de Pânico. Poco después lanzó su primer sencillo, "É Verdade". Más tarde regresó al show, revelándose que solo se trataba de un truco publicitario.

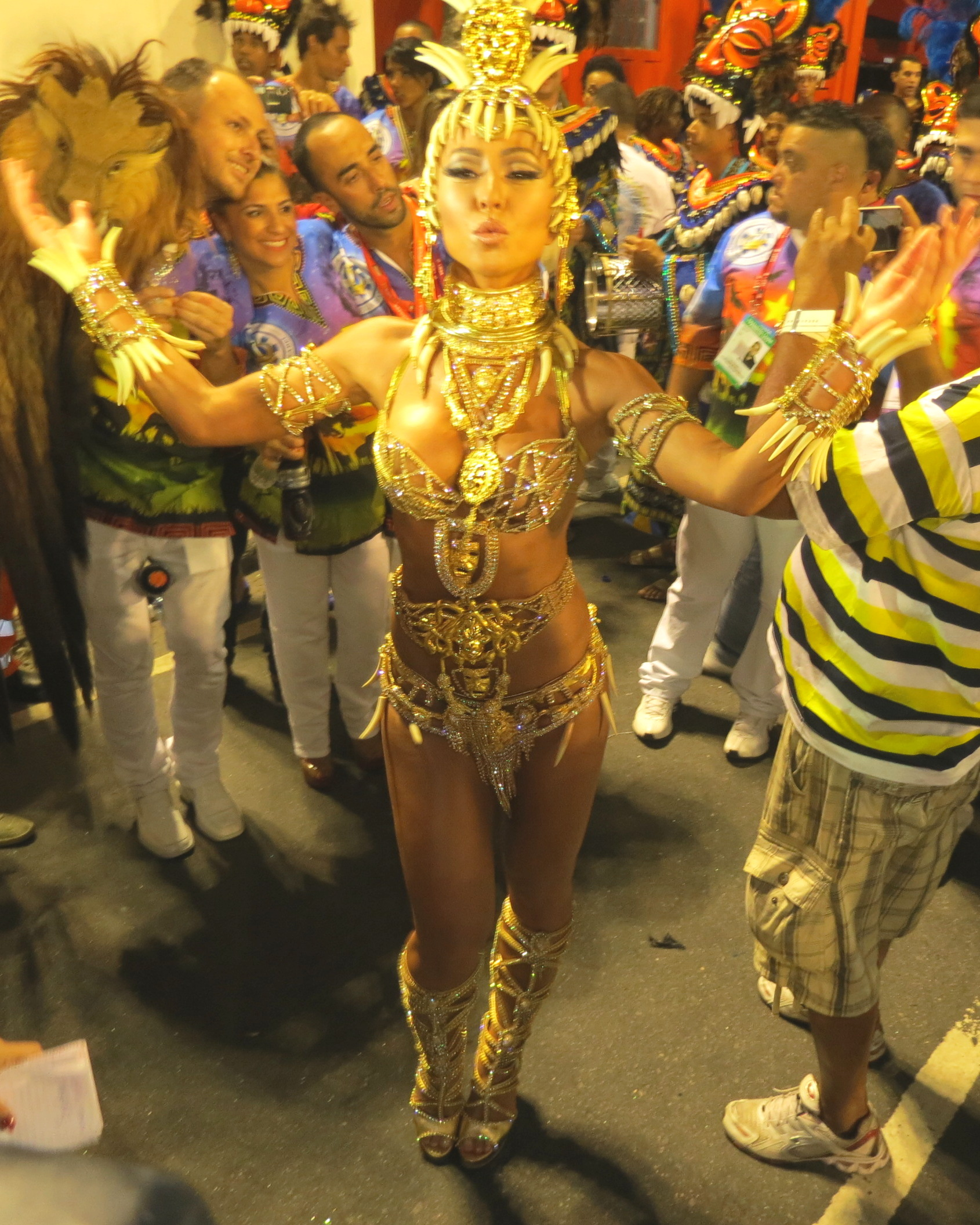
Sato en el Carnaval de Río de 2012.

Posó desnuda dos veces para Playboy Brasil, siendo la primera brasileña asiática en aparecer en la portada de la prestigiosa revista.

## Filmografía

### Televisión
- 2003: Big Brother Brasil 3...ella misma
- 2003 - 2011: Pânico na TV ...ella misma
- 2012 - 2013: Pânico na Band...ella misma
- 2014–presente: Programa da Sabrina...ella misma

### Cine
- 2002: Boo, Zino & the Snurks... Alanta (doblaje)
- 2004: A Cartomante ... Compradora
- 2006: Asterix and the Vikings ... Abba (doblaje)
- 2013: O Concurso... Martinha Pinel
- 2014: Khumba ... Mama V (doblaje)
- 2014: A Grande Vitória... Daniela